# Ali Smith
Ali Smith, CBE, FRSL (Inverness, 1962) é uma escritora escocesa. 

## Biografia
Nascida no seio de uma família de classe-média de Inverness, foi a filha mais nova numa família trabalhadora. Smith tem uma mãe irlandesa, um pai inglês e uma educação escocesa. 

Vive hoje em Cambridge. Estudou em Aberdeen e, mais tarde em Cambridge, onde nunca chegou a concluir o doutoramento. 
Numa entrevista de 2004 à revista Mslexia, falou do seu sofrimento devido à Síndrome da fadiga crônica e de como tinha deixado de leccionar na Universidade de Strathclyde para se focar naquilo que realmente gostava: escrever. 
Abertamente homossexual, vive com a sua parceira Sarah Wood há cerca de 20 anos.

#### Série Seasonal
- 2016 - Autumn
- 2017 - Winter
- 2019 - Spring
- 2020 - Summer

### Antologias
- 1995 - Free Love and Other Stories
- 1999 - Other Stories and Other Stories
- 2003 - The Whole Story and Other Stories
- 2008 - The First Person and Other Stories no Brasil: A Primeira Pessoa (Companhia das Letras, 2012)
- 2015 - Public Library and Other Stories

### Não-ficção
- Artful (2012)
- Shire (2013) (com imagens da Sarah Wood; contos e autobiografia)

## Prémios
- Girl Meets Boy
  - Livro do Ano, Diva Magazine
- The Accidental
  - Nomeado para o Man Booker Prize e para o Orange Prize for Fiction. Venceu o Whitbread Novel of the Year.
- Hotel World
  - Nomeado para o Man Booker Prize e para o Orange Prize for Fiction. Venceu o Encore Award, a Scottish Arts Council Book Award e o inaugural Scottish Arts Council Book of the Year Award.
- Artful
  - Nomeado para o Prémio Goldsmiths de 2013
- How to Be Both
  - Vencedor do  Prémio Goldsmiths de 2014